# Tano jezici
Tano jezici skupina od (31) nigersko-kongoanskih jezika, koja čini dio šire skupine potou-tano. Rašireni su na području Gane, Benina i Obali Slonovače. predstavnici su:
a. Centralni (12):
a1. Akan (4) Gana, Benin: abron, akan, tchumbuli, wasa.
a2. Bia (8): 
a. Sjeverni (5): anufo, anyin, anyin morofo, baoulé, sehwi.
b. Južni (3): ahanta, jwira-pepesa, nzema.
b. Guang (16):
b1. Sjeverni Guang (12): chumburung, dompo, dwang, foodo, gikyode, ginyanga, gonja, kplang, krache, nawuri, nchumbulu, nkonya.
b2. Južni Guang (4): awutu, cherepon, gua, larteh.
c. Krobu (1) Obala Slonovače: krobu.
d. Zapadni (2) Obala Slonovače: abure, beti

## Vanjske poveznice
- Ethnologue (14th)
- Ethnologue (15th)